# Обаме, Энтони
Энтони Обаме Милан (фр. Anthony Obame Mylann, род. 10 сентября 1988) — габонский тхэквондист, серебряный призёр олимпийских игр в составе команды Габона на Олимпиаде 2012 года. Он стал первым призёром олимпийских игр Габона.

## Карьера
В 2012 году на Олимпийских играх в весовой категории свыше 80 кг победил самоанца Кайно Томсена, кубинца Робелис Деспанье и турка Бахри Танрыкулу, а в финале проиграл по решению судей итальянцу Карло Мольфетте.
В 2013 году стал чемпионом мира.